# ينس غوردون
ينس غوردون (بالألمانية: Jens-Uwe Gordon)‏ (و. 1967 – 2014 م) هو لاعب كرة سلة ألماني، ولد في ساليناس، كاليفورنيا، مركز لعبه هو لاعب هجوم قوي الجسم، توفي عن عمر يناهز 47 عاماً.

## روابط خارجية
- ينس غوردون على موقع الدوري الإسباني لكرة السلة (الإسبانية)
- ينس غوردون على موقع كرة السلة الأوروبية.كوم (الإنجليزية)
- ينس غوردون على موقع كلية كرة السلة في سبورتس رفرنس.كوم (الإنجليزية)
- ينس غوردون على موقع ريلجم (الإنجليزية)
- ينس غوردون على موقع بروبوليرز (الإنجليزية)
- ينس غوردون على موقع سبورتس رفرنس (الإنجليزية)